# Белорусский государственный университет пищевых и химических технологий
Белорусский государственный университет пищевых и химических технологий (бел. Беларускі дзяржаўны ўніверсітэт харчовых і хімічных тэхналогій), БГУТ (бел. БДУТ), (до 2002 года — Могилёвский технологический институт, МТИ, до 2021 года — Могилёвский государственный университет продовольствия, МГУП) — единственное в Республике Беларусь высшее учебное заведение пищевого профиля. Ведущий белорусский вуз по разработке образовательных стандартов, учебных планов и программ, учебников и учебных пособий для специальностей пищевого профиля.

## История
Открыт 1 января 1973 года как Могилёвский технологический институт (на базе технологического факультета Могилёвского машиностроительного института). В 2001—2002 годах — «Могилёвский государственный технологический институт» (МГТИ). В апреле 2002 года по результатам аттестации МГТИ был преобразован в Могилёвский государственный университет продовольствия (МГУП). В 2003 году на его базе создан Институт повышения квалификации и переподготовки кадров. В 2021 году МГУП переименован в Белорусский государственный университет пищевых и химических технологий.

## Факультеты
- Механический
- Экономический
- Технологический
- Химико-технологический
- Инженерный заочного обучения

## Кафедры
- Автоматизация технологических процессов и производств
- Бухгалтерский учёт, анализ и аудит
- Высшая математика
- Гуманитарные дисциплины
- Иностранные языки
- Машины и аппараты пищевых производств
- Охрана труда и экология
- Прикладная механика
- Теплохладотехника
- Технология молока и молочных продуктов
- Технология пищевых производств
- Технология продукции общественного питания и мясопродуктов
- Технология хлебопродуктов
- Товароведение и организация торговли
- Физика
- Физическое воспитание и спорт
- Химические технологии высокомолекулярных соединений
- Химия
- Экономика и организация производства

## Институт повышения квалификации и переподготовки кадров
- образовательная программа переподготовки руководящих работников и специалистов, имеющих высшее образование (переподготовка);
- образовательная программа повышения квалификации руководящих работников и специалистов, имеющих высшее или среднее специальное образование (повышение квалификации);
- образовательная программа стажировки руководящих работников и специалистов;
- образовательные программы профессиональной подготовки, переподготовки и повышения квалификации рабочих (служащих);
- образовательная программа обучающих курсов (семинаров, тренингов, вебинаров и др.)